# Benet (Vendée)
Benet és un municipi francès situat al departament de Vendée i a la regió de País del Loira. L'any 2007 tenia 3.565 habitants.

## Demografia

### Població
El 2007 la població de fet de Benet era de 3.565 persones. Hi havia 1.406 famílies de les quals 312 eren unipersonals (130 homes vivint sols i 182 dones vivint soles), 557 parelles sense fills, 482 parelles amb fills i 55 famílies monoparentals amb fills.
La població ha evolucionat segons el següent gràfic:
Habitants censats

### Habitatges
El 2007 hi havia 1.577 habitatges, 1.431 eren l'habitatge principal de la família, 62 eren segones residències i 84 estaven desocupats. 1.510 eren cases i 63 eren apartaments. Dels 1.431 habitatges principals, 1.121 estaven ocupats pels seus propietaris, 286 estaven llogats i ocupats pels llogaters i 24 estaven cedits a títol gratuït; 9 tenien una cambra, 48 en tenien dues, 168 en tenien tres, 384 en tenien quatre i 822 en tenien cinc o més. 1.091 habitatges disposaven pel capbaix d'una plaça de pàrquing. A 557 habitatges hi havia un automòbil i a 782 n'hi havia dos o més.

### Piràmide de població
La piràmide de població per edats i sexe el 2009 era:
| Homes | Edats   | Dones |
| ----- | ------- | ----- |
| 4     | 95 o +  | 16    |
| 8     | 90 a 94 | 32    |
| 20    | 85 a 89 | 40    |
| 32    | 80 a 84 | 28    |
| 48    | 75 a 79 | 100   |
| 68    | 70 a 74 | 56    |
| 96    | 65 a 69 | 80    |
| 84    | 60 a 64 | 80    |
| 72    | 55 a 59 | 72    |
| 144   | 50 a 54 | 128   |
| 124   | 45 a 49 | 124   |
| 144   | 40 a 44 | 160   |
| 108   | 35 a 39 | 112   |
| 88    | 30 a 34 | 68    |
| 104   | 25 a 29 | 80    |
| 80    | 20 a 24 | 68    |
| 88    | 15 a 19 | 112   |
| 144   | 10 a 14 | 72    |
| 96    | 5 a 9   | 96    |
| 40    | 0 a 4   | 60    |

## Economia
El 2007 la població en edat de treballar era de 2.227 persones, 1.641 eren actives i 586 eren inactives. De les 1.641 persones actives 1.563 estaven ocupades (808 homes i 755 dones) i 78 estaven aturades (35 homes i 43 dones). De les 586 persones inactives 287 estaven jubilades, 171 estaven estudiant i 128 estaven classificades com a «altres inactius».

### Ingressos
El 2009 a Benet hi havia 1.469 unitats fiscals que integraven 3.695,5 persones, la mediana anual d'ingressos fiscals per persona era de 18.056 €.

### Activitats econòmiques
Dels 126 establiments que hi havia el 2007, 4 eren d'empreses extractives, 3 d'empreses alimentàries, 1 d'una empresa de fabricació d'elements pel transport, 4 d'empreses de fabricació d'altres productes industrials, 27 d'empreses de construcció, 30 d'empreses de comerç i reparació d'automòbils, 3 d'empreses de transport, 7 d'empreses d'hostatgeria i restauració, 2 d'empreses d'informació i comunicació, 4 d'empreses financeres, 6 d'empreses immobiliàries, 15 d'empreses de serveis, 9 d'entitats de l'administració pública i 11 d'empreses classificades com a «altres activitats de serveis».
Dels 43 establiments de servei als particulars que hi havia el 2009, 1 era una oficina de correu, 2 oficines bancàries, 6 tallers de reparació d'automòbils i de material agrícola, 1 taller d'inspecció tècnica de vehicles, 1 autoescola, 5 paletes, 2 guixaires pintors, 6 fusteries, 7 lampisteries, 2 electricistes, 1 empresa de construcció, 3 perruqueries, 2 restaurants, 2 agències immobiliàries, 1 tintoreria i 1 saló de bellesa.
Dels 9 establiments comercials que hi havia el 2009, 1 era un supermercat, 2 fleques, 2 carnisseries, 1 una botiga d'electrodomèstics, 1 una perfumeria i 2 floristeries.
L'any 2000 a Benet hi havia 75 explotacions agrícoles que ocupaven un total de 4.462 hectàrees.

## Equipaments sanitaris i escolars
El 2009 hi havia 1 centre de salut, 2 farmàcies i 1 ambulància.
El 2009 hi havia 1 escola maternal i 2 escoles elementals. Benet disposava de 2 col·legis d'educació secundària amb 497 alumnes.

## Poblacions més properes
El següent diagrama mostra les poblacions més properes.